# Firmicus campestratus ogoueensis
Firmicus campestratus là một phân loài nhện trong họ Thomisidae.
Loài này thuộc chi Firmicus. Firmicus campestratus ogoueensis được Eugène Simon miêu tả năm 1907.